# DangerKids
I DangerKids sono un gruppo musicale metalcore statunitense, formatosi a Dayton nel 2012.
La loro formazione comprende i cantanti Andy Bane e Tyler Smyth, il chitarrista Alex Asch, il bassista Jake Bonham e la batterista Katie Cole. Hanno pubblicato il primo album in studio Collapse per conto dell'etichetta discografica Rise Records, nel 2012, e poi hanno firmato per Paid Vacation Records per il seguito blacklist_, pubblicato nel 2017. Nel novembre 2020 Smyth ha dichiarato che il suo gruppo sta lavorando al terzo album.

## Storia del gruppo
I componenti del gruppo, amici personali da diversi anni, cominciarono la loro carriera cantando e suonando per altre formazioni a Dayton, per poi formare i DangerKids. In un'intervista concessa nel 2012, Bane ha dichiarato di non ricordare il vero motivo della scelta del nome, aggiungendo però che "secondo la formazione, aveva connotazioni vagamente hip hop, e per questo adatte alle sonorità da noi elaborate."
Nel luglio 2013 pubblicarono il loro singolo d'esordio "Hostage", anticipando l'uscita dell'album Collapse, che dopo la pubblicazione ricevette critiche miste dalla stampa specializzata. La rivista Alternative Press li considerò sostanziali eredi dei Linkin Park, mentre Sputnik Music diede di loro un giudizio "discreto."
Nel 2016 i DangerKids pubblicarono il singolo "Things Could Be Different", estratto dal secondo album in studio e poi seguito da "Kill Everything" nel 2017, anno di uscita del disco. I critici musicali sostennero che _blacklist dimostrava la capacità di evoluzione artistica del gruppo, e in particolare la rivista  CrypticRock diede all'album 4 stelle su 5. Nel 2017 i due cantanti interpretarono ufficialmente una canzone tematica per il videogioco Sonic Forces, il cui video su YouTube ha ricevuto più di 10 milioni di visite. In seguito i DangerKids si sono esibiti in tour negli Stati Uniti, Germania, Belgio e Regno Unito.
Il 9 novembre 2020 Smyth ha annunciato su Facebook la lavorazione di un nuovo album di inediti.
Il 10 febbraio 2022 è stato pubblicato un remix della canzone "Fist Bump", proveniente dal videogioco Sonic Forces e registrato in collaborazione coi DangerKids.

## Stile musicale
I DangerKids propongono una fusione di electronic dance music, metalcore, hip hop e post-hardcore, e il cantante e rapper Tyler Smyth cita come loro ispiratori principali Rage Against the Machine e Pink Floyd.

## Formazione
Attuale
- Andy Bane – voce (2012–presente)
- Tyler Smyth – voce (2012–presente)
- Jake Bonham – basso (2012–presente)
- Katie Cole – batteria (2012–presente)
- Alex Asch – chitarra (2012–presente)

## Discografia

### Album in studio
- 2013 - Collapse
- 2017 - blacklist_